# Caesar (Computerspiel)
Caesar ist ein Aufbauspiel, das von Impressions Games entwickelt und 1992 von Sierra Entertainment für den Amiga veröffentlicht wurde. Es erfolgte eine Portierung auf Atari ST, MS-DOS und Macintosh. 1993 erschien eine aktualisierte Variante namens Caesar Deluxe für den Amiga. Caesar zog zahlreiche Nachfolger und Ableger nach sich, die unter der City Building Series zusammengefasst werden.

## Spielprinzip
Der Spieler übernimmt die Rolle eines Statthalters im Römischen Reich. Im Spiel gilt es im kleinteiligen die Stadtplanung zu übernehmen, etwa die ideale Anzahl von Tempeln, Schulen und Thermen oder das Verlegen von Aquädukten.

## Rezeption
Es handele sich um einen SimCity-Klon in antiker Fassade, der die makellose Steuerung des Vorbildes übernehme. Die Darstellung sei fade, in überwiegend hellbraunen Farben, mit dürftigen Animationen. Das Scrolling sei jedoch flott.